# La Thuile (Francia)
La Thuile è un comune francese di 296 abitanti situato nel dipartimento della Savoia, nella regione dell'Alvernia-Rodano-Alpi.

## Geografia
La Thuile si trova nella valle del torrente Ternèze che si forma dai torrenti minori Nant de la Coche e dal Ruisseau de Nécuidet che sono tutti tributari del Leysse che si forma a Chambéry, capitale storica della Savoia. Nel comune si trova anche il lago di La Thuile e il punto più alto del comune è il Pic de la Sauge (1.610 m) nella Catena des Aravis nelle Prealpi di Savoia.

## Società

### Evoluzione demografica
Abitanti censiti